# Ivan Ninčević
Ivan Ninčević (* 27. Oktober 1981 in Zadar) ist ein ehemaliger kroatischer Handballspieler. Seine Spielposition war Linksaußen.

## Vereinskarriere

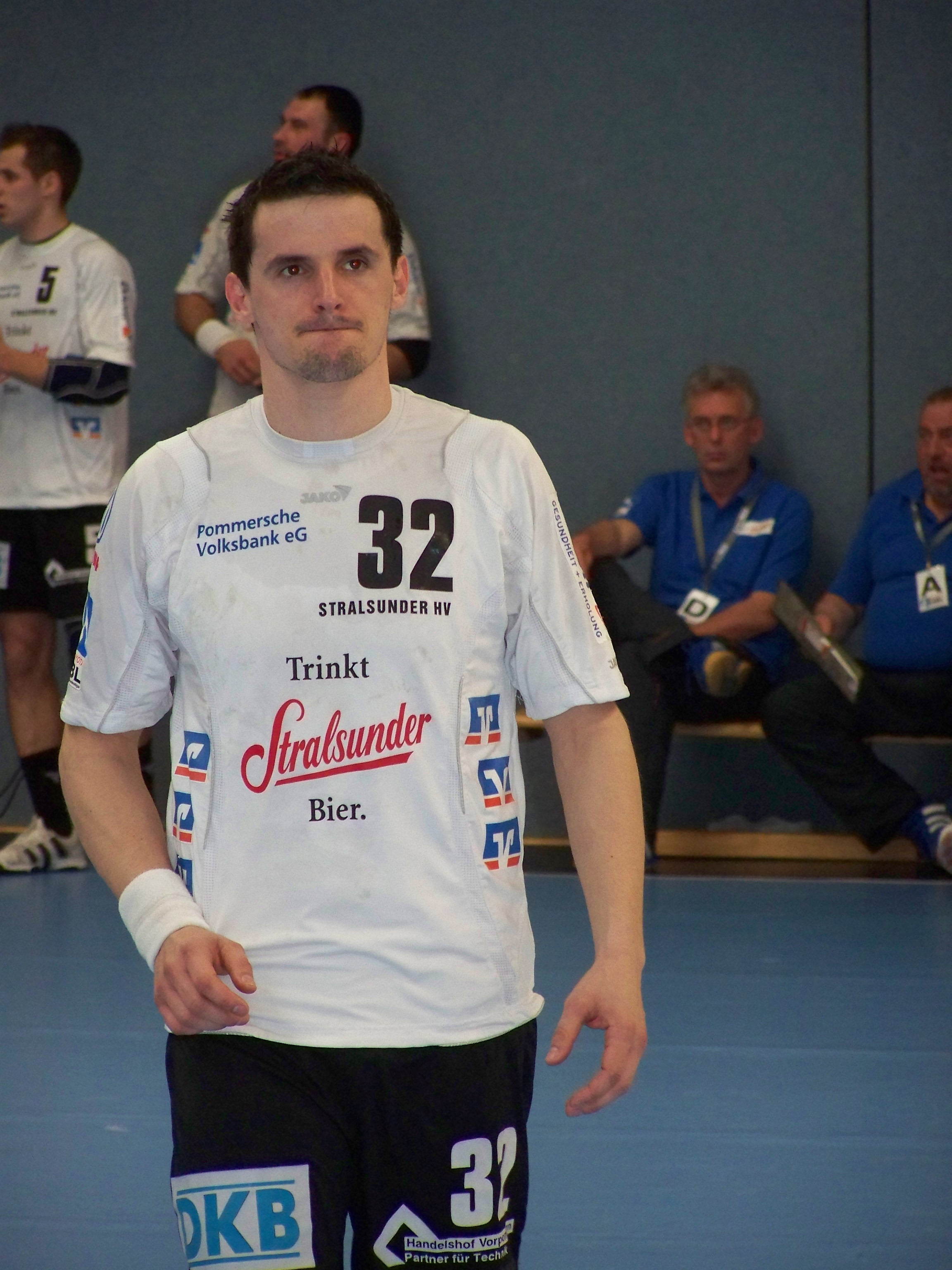
Ivan Ninčević (2009, beim Stralsunder HV)

Mit 15 Jahren wurde er Handballspieler und spielte bereits drei Jahre später im Jahr 2000 beim kroatischen Spitzenklub RK Zagreb.
Im Jahr 2005 wechselte der 1,85 Meter große und 86 Kilogramm schwere Rechtshänder zur HSG Niestetal-Staufenberg und von dort im Jahr 2006 weiter zum Stralsunder HV. Sein Vertrag dort lief bis 2009 und wurde wegen eines Lizenzentzugs aufgrund finanzieller Probleme nicht verlängert. Mit 200 Toren in 31 Spielen für den Stralsunder HV wurde er in der Saison 2008/09 viertbester Torwerfer der 1. Bundesliga.
Ab Oktober 2009 spielte Ivan Ninčević beim kroatischen B-Liga-Verein Zadar.
Im Januar 2010 wurde er vom deutschen Bundesligisten Füchse Berlin verpflichtet, wo er bis zum Ende der Saison 2012/13 unter anderem auch in der EHF Champions League spielte. In einem Spiel beim HSV Hamburg am drittletzten Spieltag der Saison 2012/2013 erlitt er in der letzten Spielminute durch einen Kopfstoß von Torsten Jansen eine schwere Kopfverletzung, die für ihn das Ende der Saison und damit der Spiele für die Füchse Berlin bedeutete. Mit 124 Toren in dieser Spielzeit war er bis zu seinem vorzeitigen Ausscheiden der zweitbeste Torwerfer der Berliner.
Anschließend wechselte Ninčević zum belarussischen Erstligisten HC Dinamo Minsk. Im Sommer 2014 wechselte er zum türkischen Meister Beşiktaş Istanbul. Mit Beşiktaş gewann er 2015, 2016 und 2017 den Pokal sowie die türkische Meisterschaft.

## Nationalmannschaft
Ivan Ninčević spielte in der kroatischen Nationalmannschaft und kam dabei auf 53 Einsätze, bei denen er 91 Tore warf. Er stand im Aufgebot zur Weltmeisterschaft 2009 sowie im erweiterten Aufgebot zur Weltmeisterschaft 2011. Im Sommer 2012 nahm Ninčević an den Olympischen Spielen in London teil, wo er die Bronzemedaille gewann; ebenfalls Bronze erreichte er mit der Nationalmannschaft Kroatiens bei der Weltmeisterschaft 2013. Er wurde ins erweiterte Aufgebot für die Europameisterschaft 2014 berufen.

## Privates
Ivan Ninčević ist verheiratet und hat zwei Söhne.